# Fernando Morena
Fernando Morena Belora (Montevideo, 2 febbraio 1952) è un ex calciatore e allenatore di calcio uruguaiano che ha giocato nel ruolo di attaccante.
Ha disputato la maggior parte delle partite della sua carriera nella squadra uruguaiana del Peñarol, risultando uno dei calciatori più rappresentativi del club. Con 230 reti è il miglior marcatore di sempre del calcio uruguaiano. È inoltre, il 2º miglior marcatore di sempre nella Coppa Libertadores con 37 gol, dopo Alberto Spencer.

## Carriera
Cominciò la sua carriera calcistica nel River Plate di Montevideo, con cui disputò quattro stagioni nel campionato uruguaiano.
Nel 1973 passa al Peñarol dove, con gli aurinegros Joya, vince 4 titoli nazionali (1973, 1974, 1975 e 1978), vincendo anche sei titoli di capocannoniere del torneo (1973, 1974, 1975, 1976, 1977 e 1978). È ricordato per essere il recordman di gol in una sola stagione nel campionato uruguaiano (36), record che Javier Chevantón andò non lontano dal battere quando nel 2000, con la maglia del Danubio, realizzò ben 33 gol tra apertura e clausura (18 in una e 15 nell'altra). Fu inoltre capocannoniere della Coppa Libertadores nel 1974 e nel 1975.
Nel 1979 si trasferì in Spagna al Rayo Vallecano, segnando 20 gol in 34 partite di campionato.
Nel 1980 passò al Valencia, vincendo la Supercoppa UEFA.
Torna al Peñarol nel 1981 e vince 2 titoli nazionali (1981, 1982), la Coppa Libertadores 1982 e la Coppa Intercontinentale 1982.
Nel 1983, dopo aver vinto la Copa América, dà l'addio alla nazionale uruguaiana. In quest'anno partecipa al Mundialito in Italia con la sua squadra di club.
L'anno dopo decide di ritirarsi dall'attività agonistica, tentando l'avventura di allenatore.

## Palmarès

### Club

#### Competizioni nazionali
- Campionato uruguaiano: 6

Peñarol: 1973, 1974, 1975, 1978, 1981, 1982

#### Competizioni internazionali
- Supercoppa UEFA: 1

Valencia: 1980
- Coppa Libertadores: 1

Peñarol: 1982
- Coppa Intercontinentale: 1

Peñarol: 1982

### Nazionale
- Coppa America: 1

Copa América 1983

### Individuale
- Capocannoniere del campionato uruguaiano: 7

1973 (23 gol), 1974 (27 gol), 1975 (34 gol), 1976 (18 gol), 1977 (19 gol), 1978 (36 gol), 1982 (17 gol)
- Capocannoniere della Liguilla Pre-Libertadores: 4

1974 (9 gol), 1975 (9 gol), 1976 (12 gol), 1977 (4 gol)
- Capocannoniere della Coppa Libertadores: 3

1974 (7 gol, a pari merito con Pedro Rocha e Terto), 1975 (8 gol, a pari merito con Oswaldo Ramírez), 1982 (7 gol)